# Nagykamarás
Nagykamarás (vyslovováno [naďkamaráš]) je velká vesnice v Maďarsku v župě Békés, spadající pod okres Mezőkovácsháza. Nachází se asi 5 km jihovýchodně od Medgyesegyházy. V roce 2015 zde žilo 1 383 obyvatel. Podle údajů z roku 2011 zde byli Maďaři (78,5 %), Romové (3,8 %), Rumuni (1,4 %), Němci (0,5 %) a Slováci (0,3 %).
Sousedními vesnicemi jsou Almáskamarás, Dombiratos, Kevermes a Lőkösháza, sousedními městy Elek a Medgyesegyháza.